# Baziliánský řád Nejsvětějšího Spasitele melkitského ritu

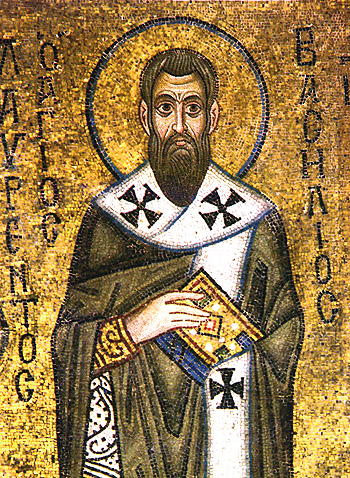
Svatý Vasil veliký

Baziliánský řád Nejsvětějšího Spasitele melkitského ritu (latinsky Ordo basilianus Sanctissimi Salvatoris melkitarum) je mužský katolický řád populárně nazvaný salvatoriáni, jehož zkratkou je B.S.

## Historie
Řád byl založen v Sidóně roku 1683 metropolitou Týru a Sidónu Eutimiem Sayfi, pro misijní činnost mezi věřícími antiochijského patriarchátu.
Řád byl schválen roku 1743 papežem Benediktem XIV.
K 31. prosinci 2005 měl 18 klášterů se 114 řeholníky, a z toho 97 kněží.